# Can Pau Birol

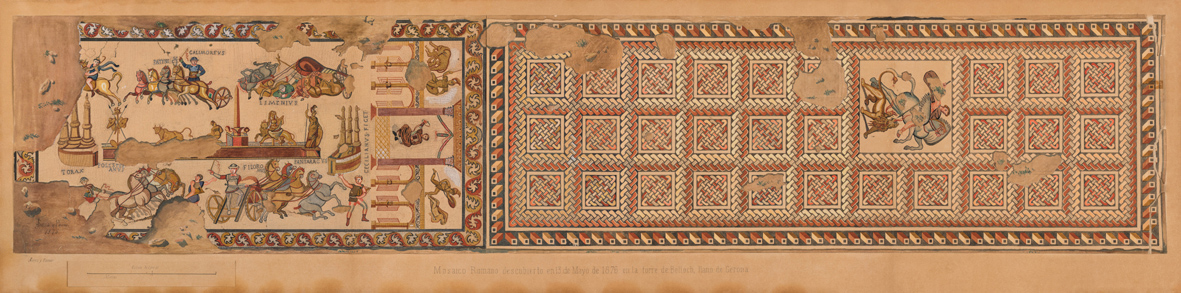
Els mosaics de Can Pau Birol en el moment del descobriment.

Can Pau Birol és un indret situat a la ciutat de Girona, concretament al sud-oest, a l'espai actualment ocupat pel centre educatiu Bell-lloc del Pla.
Fins a la troballa dels mosaics, es tractava d'un lloc desconegut però gràcies a les restes musives trobades, va poder-se determinar que es tractava d'una vil·la de luxe durant l'època romana. El fet de no estar al centre de la Gerunda romana rau en el fet que és una vil·la suburbana, situada fora la ciutat. El nom de Can Pau Birol prové d'una masia que va construir-se en aquell espai durant l'època medieval. En aquesta vil·la romana van trobar-se tres mosaics que avui estan museïtzats: Mosaic del Circ (al Museu d'Història de Girona), Mosaic de Bel·lerofont i la Quimera (ambdós descoberts l'any 1876 i actualment exposat al Museu Arqueològic Nacional amb seu a Barcelona) i el Mosaic de Teseu i Ariadna (descobert l'any 1877 i mostrat en el Museu Arqueològic Nacional amb seu a Girona). Aquests tres mosaics han estat investigats des de diferents àmbits –iconogràficament, compositivament, epigràficament, etc.– per diferents estudiosos perquè presenten característiques úniques pròpies dels mosaics més rics de l'època romana. També van trobar-se restes d'altres mosaics i testimonis fotogràfics que encara no han estat identificats.
Determinar com era la planta de la vil·la de Can Pau Birol en el moment en què van fer-se els mosaics és encara una tasca difícil perquè no hi ha massa restes arqueològiques, més enllà dels mosaics. No obstant això, alguns autors han plantejat una hipòtesi de reconstrucció. Així doncs, es planteja que els tres mosaics formen part d'un sol espai, una gran estança. El punt de visió del mosaic ve donat per les inscripcions, els noms del mosaic del circ estan orientats cap a llevant, i el del propietari es llegeix en direcció nord. El més important, en aquest cas, és el nom del propietari, per aquest motiu, està orientat en el sentit en què mira l'observador. L'escena de Bel·lerofont i la Quimera, que faria referència a la lluita entre el bé i el mal donaria pas a un seguit de sales de recepció. Així doncs plantegen que “aquesta faixa de mosaics formaria part d'una façana porticada que donaria pas a tot un seguit d'espais situats a ponent. Els dos emblemes menors marcarien l'accés a dos espais diferenciats clarament en la seva funcionalitat, mentre que el del circ també podria marcar l'accés a una gran estança en posició central, a més de constituir el punt d'accés al porticat”.
Sigui quina sigui la distribució exacta de la vil·la sabem amb certesa que es tracta d'una gran vil·la de tipus àulic amb una estructura clarament palacial.